# Corbeille (théâtre)
Pour les articles homonymes, voir Corbeille.

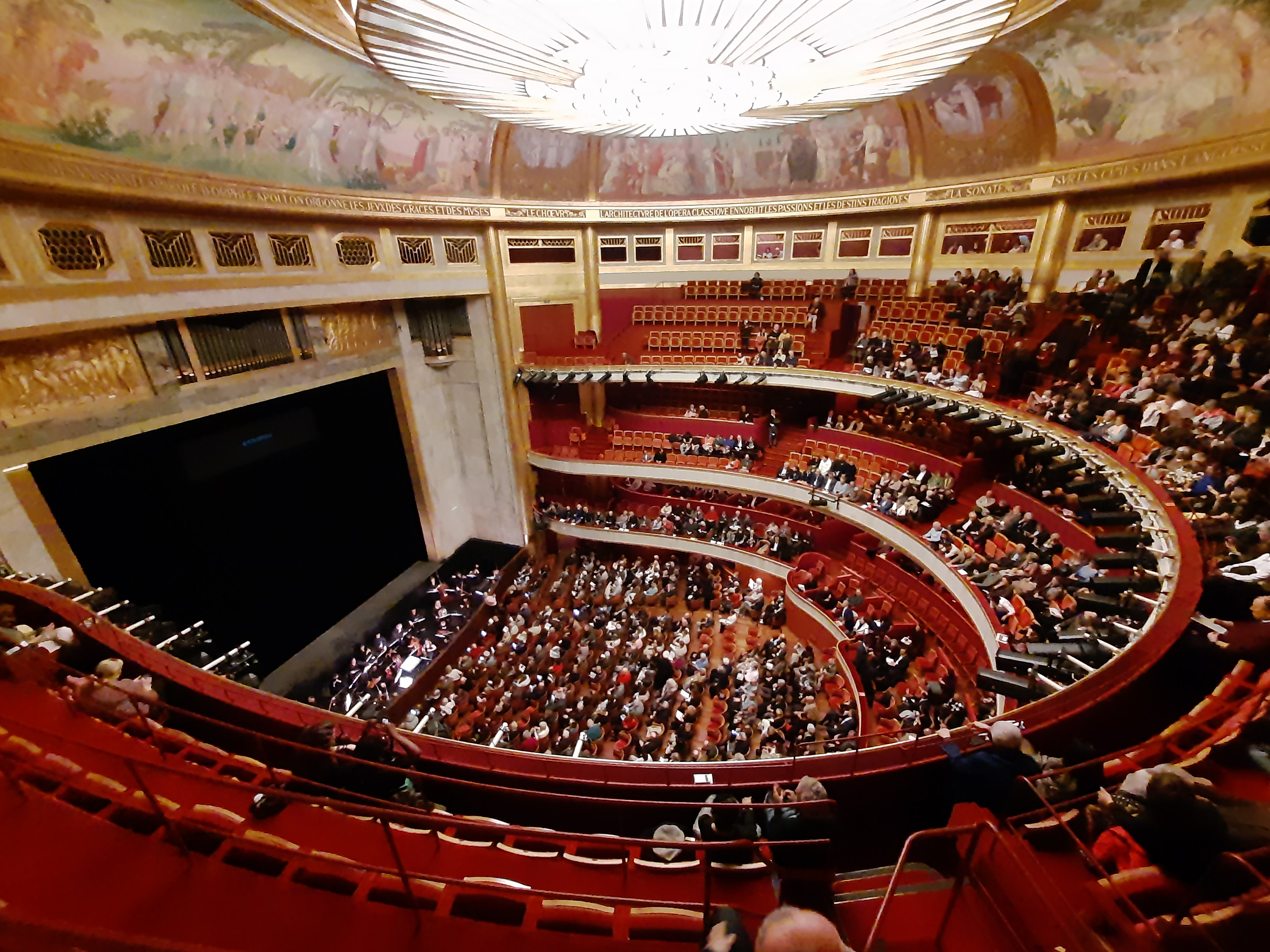
Salle du Théâtre des Champs-Élysées avec la corbeille surmontant l'orchestre et surmontée par les premier et deuxième balcons.

La corbeille désigne, au théâtre, le premier étage de la salle, situé au-dessus de l'orchestre.

## Description
La corbeille désigne, dans un théâtre, le tout premier étage situé juste au-dessus des fauteuils d'orchestre. Il s'agit donc ainsi d'un nom pour désigner ce qui serait autrement le premier balcon. Si le théâtre possède plusieurs balcons, ceux-ci reçoivent alors le nom de premier balcon, deuxième balcon et ainsi de suite, même si dans la pratique il s'agit en fait des deuxième et troisième balcons.
C'était autrefois le lieu de prédilection pour se faire admirer, le Roi prenant, par exemple, toujours place au premier rang de face, à la corbeille.